# Женска еякулация
Женската еякулация е позната още като „женско изпразване“ или „скуърт“ (на английски: squirt – „пръскане“). Тя представлява силно или умерено изпразване на струя от течност от вагината на жените по време на оргазъм, подобно на уриниране. Не всички жени са способни да получават „скуърт“ по време на сексуален акт, но при голяма част от тях той бива получаван при всеки оргазъм. Според някои лабораторни тестове течността, която се отделя при женската еякулация е близка до мъжката сперма като състав и се отделя от парауретралните жлези (или както още се наричат жлезите на Скийн). Те са разположени във физиологичната структура на т.нар. „Г-точка“ – място в предния дял на женската вагина, което е изключително сексуално чувствително при физически допир или стимулация. Според други учени, течността е просто урина. В по-голяма част от случаите скуърта е резултат от оргазма достигнат при стимулиране именно на Г-точката. Женската еякулация може да бъде получена както при сексуален акт така и при мастурбация.
Обикновено оргазмът описван от жените по време на „скуърт“ е изключително силен, разтърсващ и в повечето случаи докато той трае могат да се забележат умерени или силни конвулсии (подобни на гърчове) вследствие на голямото сексуално удоволствие по тялото на жената. Изпразването настъпва непредвидимо заедно с оргазма и в повечето случаи не може да бъде контролирано докато не престане. Получаването и силата на женска еякулация по време на оргазъм зависят от редица фактори, сред които- физиологични особености на влагалището, размер и форма на пениса на партньора, ниво на сексуална възбуда по време на оргазма, интензитет и начин на проникване на пениса и други. При настъпването на „женското изпразване“ по време на оргазма в повечето случаи в този момент пениса на партньора бива изваждан от влагалището на жената, което бива подтикнато от нуждата струята течност да бъде изхвърлена. Женската еякулация няма особено предназначение или отношение за физическите нужди и особености на жената. Тя е явление, което бива предизвиквано и инцидентно получавано единствено при прекомерна сексуална възбуда у жената.